# Gillervattnet
Gillervattnet är en sjö i Skellefteå kommun i Västerbotten och ingår i Skellefteälvens huvudavrinningsområde. Sjön har en area på 1,23 kvadratkilometer och ligger 211,2 meter över havet. Sjön avvattnas av vattendraget Brubäcken.

## Delavrinningsområde
Gillervattnet ingår i det delavrinningsområde (720500-171324) som SMHI kallar för Utloppet av Gillervattnet. Medelhöjden är 231 meter över havet och ytan är 9,82 kvadratkilometer. Det finns inga avrinningsområden uppströms utan avrinningsområdet är högsta punkten. Brubäcken som avvattnar avrinningsområdet har biflödesordning 2, vilket innebär att vattnet flödar genom totalt 2 vattendrag innan det når havet efter 55 kilometer. Avrinningsområdet består mestadels av skog (80 procent). Avrinningsområdet har 1,23 kvadratkilometer vattenytor vilket ger det en sjöprocent på 12,5 procent. Bebyggelsen i området täcker en yta av 0,43 kvadratkilometer eller 4 procent av avrinningsområdet.